# Бермуди
Бермуди су прекоморска територија Уједињеног Краљевства у северном Атлантском океану, која се налази око 975 km од обале САДа. Територија се састоји од око 138 острва, укупне површине 58.8 km². На највећем острву се налази и главни град Хамилтон (Hamilton). Бермуди су напредна привреда, са јаким финансијским сектором и развијеним туризмом.
Бермуда има суптропску климу, са благим зимама и топлим летима. Склона ураганима, његова клима такође показује океанске карактеристике сличне другим обалним областима на северној хемисфери, са топлим, влажним ваздухом из океана који обезбеђује релативно високу влажност и стабилизацију температуре.
Од јула 2018. године, Бермуда је имала популацију од око 70.000 људи, што их чини најнасељенијом од британских прекоморских територија. Црни Бермуђани, првенствено пореклом од афричких робова, чине око 50% становништва, док Бели Бермуђани, првенствено британског, ирског и португалског порекла, чине 30%.

## Историја
Бермуде је „открио“ један шпански истраживач, али се због опасних гребена који окружују острва није усудио искрцати на обалу. Острва је посетио 1503. године и острва су добила име по њему, Хуан де Бермудесу.
Први насељеници су били енглески колонисти који су били на путу за Вирџиниу и након бродолома 1609. се искрцали на острво. Бродоломци су провели на острву 10 месеци, а њихови извештаји о острву су у Енглеској изазвали велику пажњу тако да је краљ Џејмс I 1615. дао право управљања острвима Бермуда Компани. Око 60 колониста је 1612. основало Сејнт Џорџ. Године 1620. је постављено прво представништво владе и тиме су Бермуди постали самостална колонија.
Због велике удаљености од матице земље, привреда се фокусирала на трговину сољу и на бродоградњу врло погодним кедровим дрветом. Главним градом постао је 1815. године Хамилтон, град који је основан 1620.
Бермуди су постали колонија 1684. године.
За време Другог светског рата су Бермуди важна база америчке војске. Године 1941. је америчка војска саградила две базе, а у замену су британске снаге добиле америчке разараче. Америчке, канадске и британске базе на острвима затворене су 1995.
Након Другог светског рата Бермуди су се успешно развијали и постали значајни финансијски центар на отвореном мору. Године 1968. је усвојен Устав који од тада појачава тежње за независношћу иако је становништво 1995. референдумом одбило независност.

## Политика
Бермуди су прекоморско подручје Уједињеног Краљевства. Државни поглавар је краљ Чарлс III кога заступа именовани генерални гувернер. Све важне политичке одлуке, нарочито питања из подручја спољње и одбрамбене политике доноси директно влада у Лондону.

## Географија
Бермудска острва су постала позната пре свега због Бермудског троугла. То је подручје на којем се, наводно, догоди да тајанствено нестане брод или авион.
Највиша тачка је Таун Хил са 79 m надморске висине. На острвима има упадљиво пуно крашких пећина. Острва су окружена коралним гребенима који су на овом месту најсевернији на Земљи. Како на острву нема река, мора се скупљати кишница у цистернама.
За острва је типична суптропска вегетација разне врсте жалфија и бермудски кедер. На неким дијеловима обале расту и мангрове.
На бермудским острвима је и гнездиште готово изумрлих птица Бермуда-Петрел.
На острвима постоји више националних паркова, како на копну тако и под водом.

### Клима
Клима је на Бермудима суптропска, влажно-топла. Но без обзира на ту класификацију, у јануару температура може пасти и на 5 °C. У септембру су урагани честа појава.
| Клима Хамилтона – престонице Бермуда Bermuda (Л.Ф. Вејд интернационали аеродром) 1981–2010, екстреми 1949–2010 | Клима Хамилтона – престонице Бермуда Bermuda (Л.Ф. Вејд интернационали аеродром) 1981–2010, екстреми 1949–2010 | Клима Хамилтона – престонице Бермуда Bermuda (Л.Ф. Вејд интернационали аеродром) 1981–2010, екстреми 1949–2010 | Клима Хамилтона – престонице Бермуда Bermuda (Л.Ф. Вејд интернационали аеродром) 1981–2010, екстреми 1949–2010 | Клима Хамилтона – престонице Бермуда Bermuda (Л.Ф. Вејд интернационали аеродром) 1981–2010, екстреми 1949–2010 | Клима Хамилтона – престонице Бермуда Bermuda (Л.Ф. Вејд интернационали аеродром) 1981–2010, екстреми 1949–2010 | Клима Хамилтона – престонице Бермуда Bermuda (Л.Ф. Вејд интернационали аеродром) 1981–2010, екстреми 1949–2010 | Клима Хамилтона – престонице Бермуда Bermuda (Л.Ф. Вејд интернационали аеродром) 1981–2010, екстреми 1949–2010 | Клима Хамилтона – престонице Бермуда Bermuda (Л.Ф. Вејд интернационали аеродром) 1981–2010, екстреми 1949–2010 | Клима Хамилтона – престонице Бермуда Bermuda (Л.Ф. Вејд интернационали аеродром) 1981–2010, екстреми 1949–2010 | Клима Хамилтона – престонице Бермуда Bermuda (Л.Ф. Вејд интернационали аеродром) 1981–2010, екстреми 1949–2010 | Клима Хамилтона – престонице Бермуда Bermuda (Л.Ф. Вејд интернационали аеродром) 1981–2010, екстреми 1949–2010 | Клима Хамилтона – престонице Бермуда Bermuda (Л.Ф. Вејд интернационали аеродром) 1981–2010, екстреми 1949–2010 | Клима Хамилтона – престонице Бермуда Bermuda (Л.Ф. Вејд интернационали аеродром) 1981–2010, екстреми 1949–2010 |
| Показатељ \ Месец                                                                                              | .Јан. | .Феб. | .Мар. | .Апр. | .Мај. | .Јун. | .Јул. | .Авг. | .Сеп. | .Окт. | .Нов. | .Дец. | .Год. |
| --- | --- | --- | --- | --- | --- | --- | --- | --- | --- | --- | --- | --- | --- |
| Апсолутни максимум, °C (°F)                                                                                    | 25,4 (77,7) | 26,1 (79,0) | 26,1 (79,0) | 27,2 (81,0) | 30 (86,0) | 32,2 (90,0) | 33,1 (91,6) | 33,9 (93,0) | 33,2 (91,8) | 31,7 (89,0) | 28,9 (84,0) | 26,7 (80,0) | 33,9 (93,0) |
| Максимум, °C (°F)                                                                                              | 20,7 (69,3) | 20,4 (68,7) | 20,8 (69,4) | 22,2 (72,0) | 24,6 (76,3) | 27,5 (81,5) | 29,7 (85,5) | 30,1 (86,2) | 29,1 (84,4) | 26,7 (80,1) | 23,9 (75,0) | 21,7 (71,1) | 24,8 (76,6) |
| Просек, °C (°F)                                                                                                | 18,3 (64,9) | 18 (64,4) | 18,2 (64,8) | 19,6 (67,3) | 22 (71,6) | 25 (77,0) | 27,2 (81,0) | 27,6 (81,7) | 26,6 (79,9) | 24,4 (75,9) | 21,6 (70,9) | 19,5 (67,1) | 22,3 (72,2) |
| Минимум, °C (°F)                                                                                               | 15,8 (60,4) | 15,4 (59,7) | 15,8 (60,4) | 17,2 (63,0) | 19,8 (67,6) | 22,8 (73,0) | 24,9 (76,8) | 25,1 (77,2) | 24,3 (75,7) | 22,1 (71,8) | 19,3 (66,7) | 17,2 (63,0) | 19,9 (67,9) |
| Апсолутни минимум, °C (°F)                                                                                     | 7,2 (45,0) | 6,3 (43,3) | 7,2 (45,0) | 8,9 (48,0) | 12,1 (53,8) | 15,2 (59,4) | 16,1 (61,0) | 20 (68,0) | 18,9 (66,0) | 14,4 (58,0) | 12,4 (54,3) | 9,1 (48,4) | 6,3 (43,3) |
| Количина падавинаmm (in)                                                                                       | 138,9 (5,47)                                                                                                   | 123,7 (4,87)                                                                                                   | 119,9 (4,72)                                                                                                   | 105,9 (4,17)                                                                                                   | 89,4 (3,52) | 119,6 (4,71)                                                                                                   | 132,3 (5,21)                                                                                                   | 162,1 (6,38)                                                                                                   | 129,3 (5,09)                                                                                                   | 160,3 (6,31)                                                                                                   | 98,6 (3,88) | 110 (4,33) | 1,490 (58,66)                                                                                                  |
| Дани са падавинама (≥ 0.01 inch)                                                                               | 18 | 16 | 16 | 12 | 10 | 11 | 13 | 15 | 14 | 15 | 14 | 15 | 169 |
| Релативна влажност, %                                                                                          | 73 | 73 | 73 | 74 | 79 | 81 | 80 | 79 | 77 | 74 | 72 | 72 | 76 |
| Сунчани сати — месечни просек                                                                                  | 142,9 | 144,5 | 185,7 | 228,1 | 248,1 | 257,2 | 281,0 | 274,1 | 220,1 | 197,5 | 170,3 | 142,5 | 2.492 |
| Извор: Bermuda Weather Service (sun, 1999–2010)                                                                | | | | | | | | | | | | | |

## Привреда
Најважнија привредна грана је туризам са око 40% друштвеног бруто производа. Око 90% туриста долази из САДа, али расте и број туриста из западне Европе. Како су Бермуди „порезни рај“ (са ниским порезним стопама), на острвима су се сместиле кредитне фирме и осигуравајућа друштва.
Суптропска клима омогућује интензивну пољопривреду. Узгаја се пре свега јужно воће, кромпир, поврће, дуван и цвеће (пре свега љиљани). Риболов само покрива властите потребе. Осим вапна које се користи у грађевинарству, нема других сировина. Мали индустријски погони прерађују мирисе и производе лијекове и козметику.
Извозе се пре свега јужно воће, поврће, цвеће, биљни екстракти и фармацеутски и козметички производи. Све врсте прехрамбених производа, нафтне прерађевине као и аутомобили се увозе.

## Саобраћај
Бермуди имају прилично густе ваздушне линијске везе са Лондоном као и с америчким копном. Са Европом су повезани чартер линијама. На острвима се промет одвија државним аутобусима. Велика острва повезани су насипима и мостовима.
Становници острва смеју имати само један аутомобил по породици. Туристи могу бирати између бицикла, аутобуса, таксија, коњских кочија и мопеда. Мопед је иначе национално пријевозно средство.
За међународни морски промет, значајне су луке Фрипорт, Хамилтон и Сејнт Џорџ.

## Становништво
Око 70% становништва су црнци и мулати, а 30% су белци. Тамнопуто становници су потомци афричких робова, док су белци британског поријекла. Главни град Хамилтон има око 3.000 становника. Службени као и свакодневни језик је британски енглески. Већина становника су протестанти (претежно англиканци), док су 15% римокатолици.
Животни стандард је врло висок. Незапослености практично нема. Више од 80% прихода се издваја за социјална давања и за образовање.
Школовање траје од 6. до 17. године живота. На Бермудима се може школовати до високошколског ступња, а на студије се одлази у САД или Канаду.
Већина становника обавља различите послове. Непознато је потцјењивање било којег посла. Додуше, небјелачкој већини је тек од 1961. године дозвољено седети уз белце у аутобусу, биоскопу или ресторану, али данас интеграција различитих боја функционише као ретко где другде.
На Бермудима се негује британска традиција. То се види на разним парадама, на свечаним униформама, на изгледу градова као и у кухињи.